# Hämatoxylin-Eosin-Färbung

HE-Färbung von Pankreasgewebe mit Langerhansscher Insel (heller Bereich)

Feingeweblicher Schnitt der Endometriumsdrüsen nach HE-Färbung

Die Hämatoxylin-Eosin-Färbung, oft abgekürzt als HE-Färbung, ist ein Färbeverfahren in der Histologie, mit dem die verschiedenen Strukturen eines feingeweblichen Schnittes angefärbt werden können.

## Eigenschaften
Die Hämatoxylin-Eosin-Färbung dient der Unterscheidung verschiedener Gewebestrukturen im mikroskopischen Bild anhand von zwei verschiedenen Einzelfärbungen und ist eine der am weitesten verbreiteten Routinefärbemethoden für morphologische Untersuchungen. In der Pathologie können mit Hilfe dieser Übersichtsfärbung krankhafte Veränderungen in Biopsien und Operationspräparaten untersucht werden. Die Methode dauert je nach verwendeten Protokollen und Färbelösungen zwischen fünf und 45 Minuten und ist oftmals Teil einer umfangreichen Gewebeverarbeitung, die ein bis mehrere Tage umfasst. Auch in der Forschung findet die HE-Färbung vielfältige Anwendung, insbesondere als Übersichtsfärbung vor der Anfertigung von immunhistochemischen Färbungen zur Untersuchung verschiedener Aspekte, wie z. B. bei der Diagnostik von Tumoren. Tumoren mit einem Durchmesser von unter 0,2 mm können teilweise übersehen werden, weshalb die Hämatoxylin-Eosin-Färbung oftmals parallel zur Immunfärbung verwendet wird.
Hämatoxylin ist ein natürlicher Farbstoff aus dem Blauholzbaum. Um seine färbende Eigenschaft zu entwickeln, muss er zu Hämatein oxidiert werden. Alaunhämatoxylin, ein basischer Hämateinlack, als „Hämalaun“ in der histologischen Technik gern verwendet, färbt alle sauren beziehungsweise basophilen Strukturen blau, insbesondere Zellkerne mit der darin enthaltenen Desoxyribonukleinsäure (DNA) und das mit Ribosomen angereicherte raue Endoplasmatische Retikulum (rER, englisch rough endoplasmic reticulum).
Eosin (meist Eosin Y) ist ein synthetischer saurer Farbstoff und färbt alle acidophilen beziehungsweise basischen (eosinophilen) Strukturen rot, vor allem Zellplasmaproteine, Mitochondrien, das glatte Endoplasmatische Retikulum (sER, englisch smooth endoplasmic reticulum), Kollagen und Keratin. Für einige Fälle kann alternativ auch Eosin B oder Erythrosin B verwendet werden.
Nach der Hämatoxylin-Färbung erscheinen die Zellkerne zunächst rötlich-braun aufgrund des niedrigen pH-Wertes der Färbelösung. Durch Erhöhung des pH-Wertes (Bläuen) schlägt der Farbton in das typische Blauviolett um; dies wird häufig einfach mittels Spülen in Leitungswasser bewirkt, es gibt aber auch spezielle Pufferlösungen zu diesem Zweck (Scott-Puffer), da Wasserwerke sich vorbehalten, das Wasser bei Bedarf zu chloren, und das Chlor die Färbung zerstört. Anschließend folgt die Zytoplasma-Färbung in einer alkoholischen oder wässrigen Lösung von Eosin. Durch weitere Spülschritte über Alkohollösungen in aufsteigender Konzentration bis zu absolutem Alkohol wird das Wasser aus dem Gewebeschnitt verdrängt. Schließlich wird der entwässerte Schnitt in einem organischen Lösungsmittel wie beispielsweise Xylol geklärt und kann nun mit einem Eindeckmittel und einem Deckglas bedeckt werden. So bleiben Schnitt und Färbung für Jahrzehnte erhalten und mikroskopierbar.
Die Hämatoxylin-Eosin-Färbung kann mit einer Auramin-O-Färbung kombiniert werden. Mit Einschränkungen kann aus einem gefärbten Präparat DNA extrahiert werden.